# Amodiachina
L'amodiachina, un composto dell'amminochinolina correlato alla clorochina
, è un farmaco utilizzato nel trattamento della malaria, inclusi i casi di malaria da Plasmodium falciparum non complicati.
Prodotta per la prima volta nel 1948, fa parte dell'elenco dei medicinali essenziali dell'Organizzazione mondiale della sanità.
Se ne consiglia la somministrazione in associazione con artesunato per ridurre il rischio di resistenza.
A causa del rischio di effetti collaterali rari ma gravi, ne è raccomandato l'uso solo per la prevenzione stagionale nei bambini ad alto rischio in combinazione con sulfadossina e pirimetamina. (OMS, 2013)
Gli effetti collaterali sono generalmente da lievi a moderati e simili a quelli della clorochina. Tra gli effetti collaterali gravi troviamo invece patologie epatiche e l'agranulocitosi (grave diminuzione delle cellule sanguigne).
Se assunto in dosi eccessive può causare mal di testa, problemi alla vista, convulsioni e arresto cardiaco. Studi non approfonditi del 2007 lo considerano sicuro da somministrare in gravidanza.
Il costo all'ingrosso nel 2014 era di circa 0,01 USD per dose. Non disponibile negli Stati Uniti, è ampiamente fruibile in Africa.